# Saničani
Saničani (cyr. Саничани) – wieś w Bośni i Hercegowinie, w Republice Serbskiej, w mieście Prijedor. W 2013 roku liczyła 565 mieszkańców.